# Cavalhadas

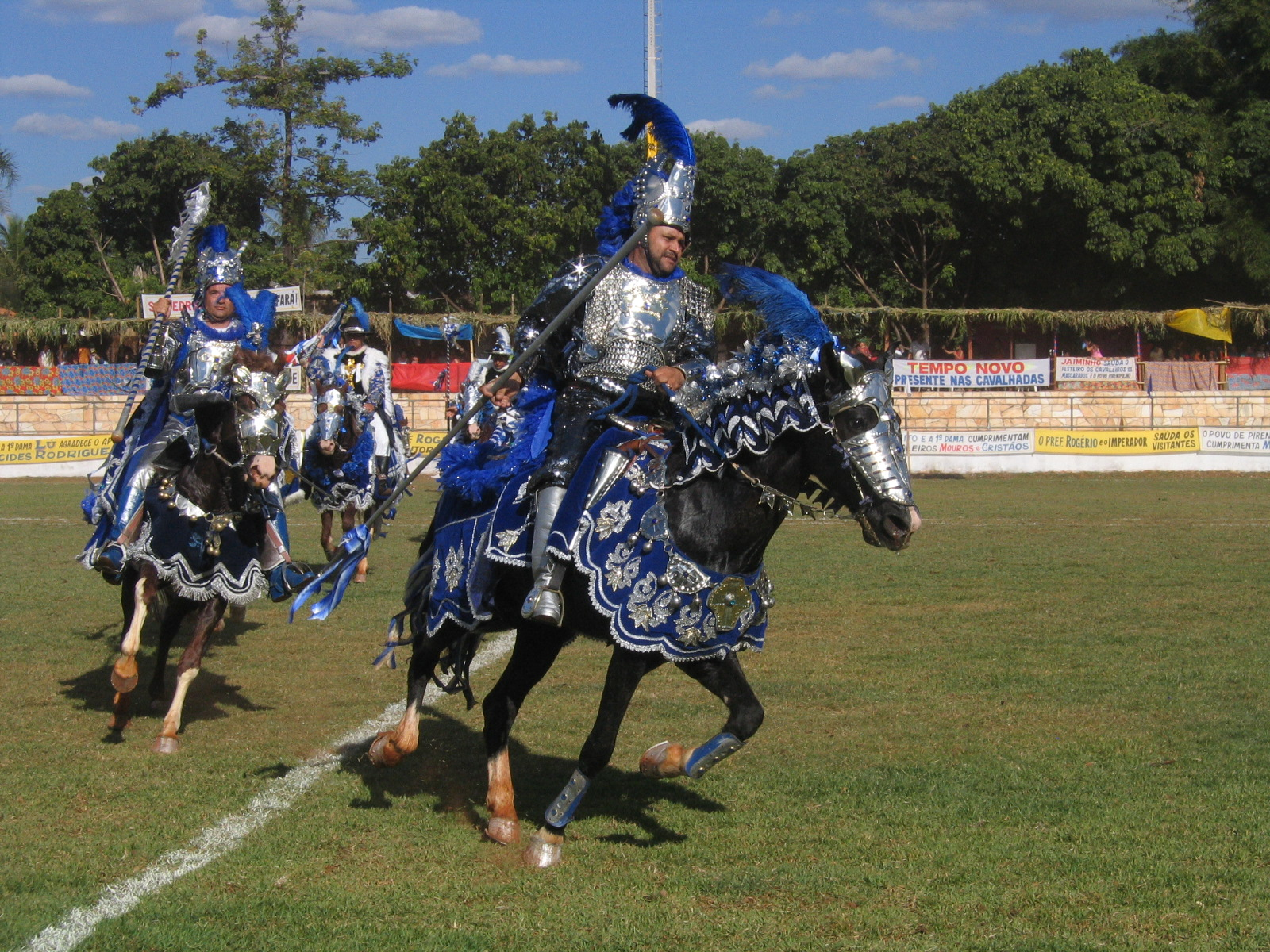
Rei cristão e cavaleiros, nas Cavalhadas de Pirenópolis.

Cavalhada é uma celebração portuguesa tradicional que teve origem nos torneios medievais, onde os aristocratas exibiam a sua destreza e valentia em espetáculos públicos. Frequentemente envolvia temas do período da Reconquista. Era um  "torneio que servia como exercício militar nos intervalos das guerras e onde nobres e guerreiros cultivavam a praxe da galantaria;[...]".
Nas cavalhadas as alcanzias, bolas de barro ocas cheias de flores e cinzas, eram jogadas no campo de batalha.
As cavalhadas recriam os torneios medievais e as batalhas entre cristãos e mouros, algumas vezes com enredo baseado no livro Carlos Magno e Os Doze Pares da França, uma coletânea de histórias fantásticas sobre esse rei. No Brasil, registram-se desde o século XVII no Nordeste e as cavalhadas acontecem durante a festa do Divino, nas regiões Sul, Sudeste e Centro-Oeste do Brasil.

## O folguedo
Os personagens principais são os cavaleiros, vestidos de azul (cristãos) ou vermelho (mouros) e armados de lanças e espadas. A corte é representada por personagens como o rei, o general, príncipes, princesas, embaixadores e lacaios, todos vestidos com ricas fantasias.

### Cavalhadas pelo Brasil

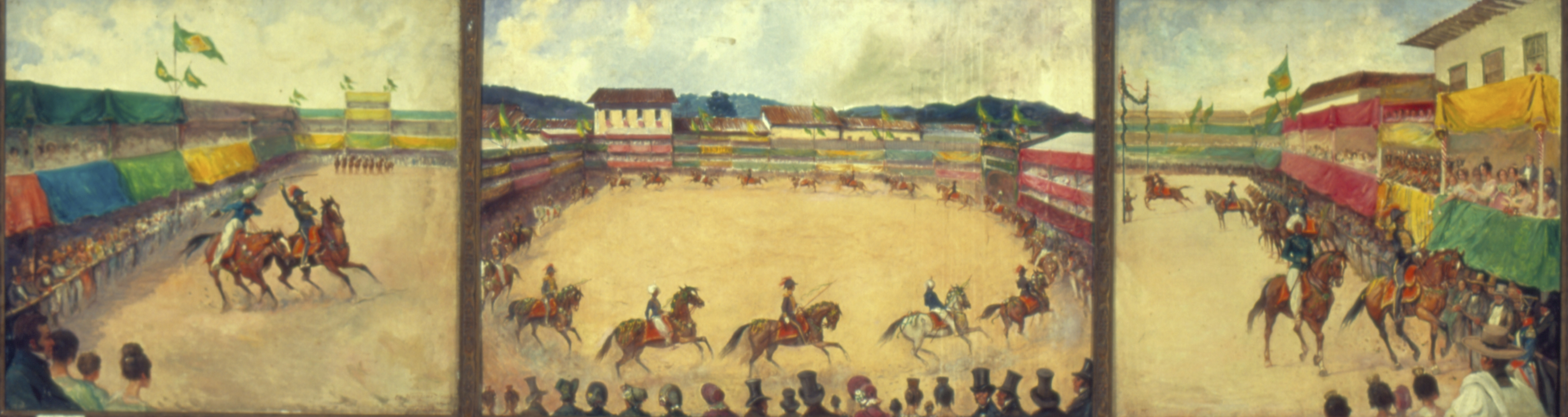
Cavalhadas no século 19, em Sorocaba, em tríptico de Alfredo Norfini.

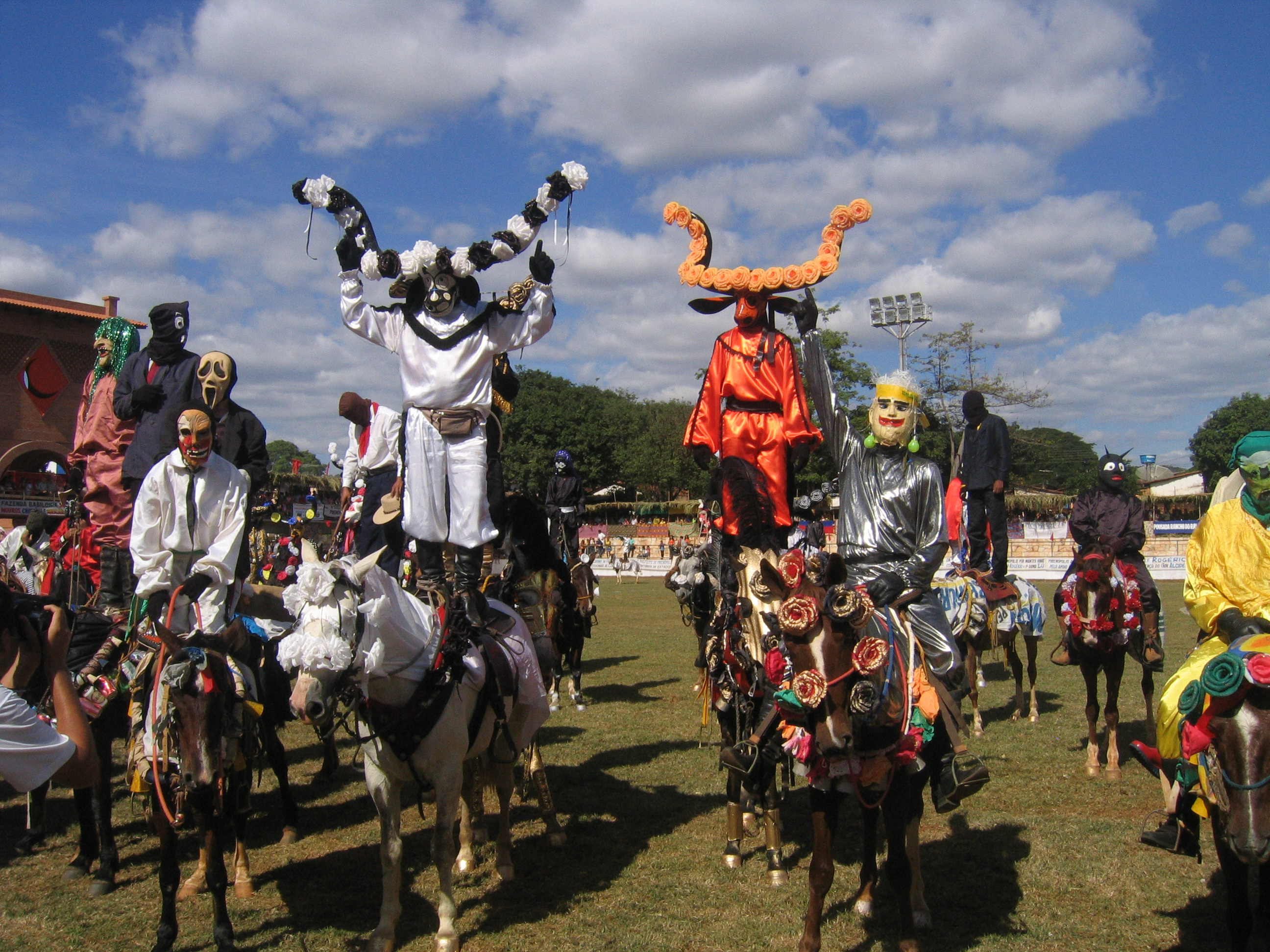
Mascarados de Pirenopolis, Goiás.

- As Cavalhadas de Pirenópolis do município de Pirenópolis, em Goiás, onde a festa inclui também personagens Mascarados (folclore) que representam o povo. Vestindo roupas coloridas e montando cavalos enfeitados, eles saem pelas ruas a galope, fazendo algazarra. A encenação dura três dias, cada um deles com uma batalha. Ao final, os cristãos vencem os mouros, que acabam se convertendo ao cristianismo.
- A cavalhada de Poconé e realizada no município de Poconé no mês de junho e uma das maiores manifestação articitas e cultural do Estado de Mato Grosso,e é uma batalha entre mouros e cristãos,uma encenação cheia de provas e um colorido exuberante.

- Realizadas em Guarapuava no Paraná, as cavalhadas dramatizam a luta entre cristãos e mouros e os torneios medievais. Os cavaleiros dividem-se em dois grupos montados, vestidos com bonitos trajes azuis ou vermelhos. Após vários diálogos (encontro das embaixadas), simulam lutas mostrando sua perícia, portando revólveres, espadas e lanças. De lados opostos do campo estão os redutos dos reis cristãos e mouros. No final há paz, com a conversão dos mouros. Os cavaleiros se entregam a uma série de competições equestres (sortes), oferecendo os troféus às suas "damas". Duas bandas de música acompanham o espetáculo: a de "pancadaria" ou "infernal" apupa os faltosos e a outra toca em louvor dos vencedores. Apesar de tudo as cavalhadas são apenas festas folclóricas conhecidas por sua magia.
- No Rio Grande do Sul são conhecidas as cavalhadas realizadas principalmente em Cazuza Ferreira, distrito de São Francisco de Paula, Vacaria, Mostardas, Santo Antonio da Patrulha e Caçapava, festejos que já foram o objeto de estudos históricos do conhecido folclorista e pesquisador gaúcho João Carlos D'Ávila Paixão Côrtes.
- No Estado do Rio de Janeiro, a única Cavalhada em atividade é denominada Cavalhada de Santo Amaro, encenada no dia 15 de janeiro, na Festa de Santo Amaro, no município de Campos dos Goytacazes.[2]
- Em Montes Claros, Minas Gerais, as Cavalhadas foram realizadas desde a formação do Arraial de Formigas em 1768. A festividade perdurou até 1938, quando a praça central da cidade, onde era realizado o evento, foi modificada. Em 3 de julho 1957 foi feito novamente as Cavalhadas na chegada do presidente Juscelino Kubitchek para comemoração do centenário da cidade. Em 3 de julho de 2023, diversas organizações públicas e privadas se juntaram para novamente realizar o evento, agora com finalidade de manutenção anual. [3]